# Franz Skutsch

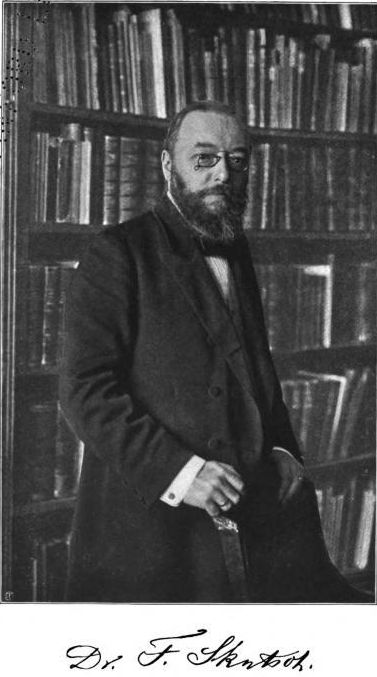
Franz Skutsch

Franz Skutsch (* 6. Januar 1865 in Neiße; † 29. September 1912 in Breslau) war ein deutscher klassischer Philologe, der als Dozent und Professor in Breslau wirkte (1890–1912). Er war einer der besten Kenner der lateinischen Sprachgeschichte und ein führender Plautus-Forscher seiner Zeit.

## Leben
Franz Skutsch wurde am 6. Januar 1865 in Neiße, Schlesien, als Sohn eines jüdischen Arztes geboren. Die Mutter war eine geborene Gradenwitz, durch die Franz Skutsch mit dem Rechtshistoriker Otto Gradenwitz verwandt war. Skutsch studierte zunächst Rechtswissenschaft in Breslau und Jena, wandte sich jedoch nach dem Besuch einer Vorlesung von Georg Curtius der Sprachwissenschaft zu. Er studierte anschließend Klassische Philologie und Indogermanistik in Heidelberg und Breslau, wo er Schüler Georg Wissowas wurde. 1887 ging er nach Bonn, wo er 1888 bei Franz Bücheler in lateinischer Sprachwissenschaft mit einer Arbeit über die Zusammensetzung lateinischer Wörter promovierte. 1890 folgte die Habilitation in Breslau. Er war danach als Privatdozent in Breslau tätig. 1893 scheiterte eine Berufung und auch der Versuch seiner Breslauer Kollegen, ihm eine außerordentliche Professur zu verschaffen. Erst 1896 wurde er im Zuge einer Hausberufung Ordinarius in Nachfolge von Friedrich Marx. 1910 erhielt er einen Ruf nach Straßburg, den er jedoch ablehnte. Er starb 1912 im Alter von 47 Jahren an einem Krebsleiden.
Franz Skutsch konvertierte 1898, unmittelbar vor der Ehe mit Selma Dorff, zum Protestantismus. Gemeinsam mit seiner Frau, die er als Hörerin seiner Vorlesungen kennenlernte, hatte er drei Kinder, darunter den späteren Klassischen Philologen Otto Skutsch.

## Leistungen
Skutsch machte sich mit seinem ersten, nach den Qualifikationsschriften verfassten Buch Plautinisches und Romanisches einen Namen als Plautuskenner: Er vereinte exakte philologische Kenntnis des Plautus mit gründlicher sprachwissenschaftlicher Schulung, die es ihm ermöglichten, Forschungsirrtümer plausibel aufzuklären und den Weg zu einer wissenschaftlichen lateinischen Grammatik zu bereiten.
Bei der Abfassung des Artikels Gaius Cornelius Gallus für Paulys Realencyclopädie der classischen Altertumswissenschaft bildete er die Hypothese, dass Gallus der Autor des in der Appendix Vergiliana überlieferten Epyllions Ciris sei und löste damit eine heftig geführte Forschungsdiskussion aus. Skutsch versuchte in zwei Schriften (Aus Vergils Frühzeit und Gallus und Vergil) die Fachwelt von seiner These zu überzeugen, was ihm jedoch nicht gelang.
Seine zahlreichen sprach- und literaturwissenschaftlichen Aufsätze und Miszellen, deren Themenspektrum von Etruskischen Zahlwörtern und Volskischen Inschriften, über Catulls 68. Gedicht und Horazens Epoden bis zu Ursachen des Akzentwandels und Untersuchungen zur Iambenkürzung reichen, wurden posthum von Wilhelm Kroll als Kleine Schriften gebündelt publiziert. Besonders in den Bereichen der lateinischen Wortkunde und Etruskologie bedeuteten Skutschs Publikationen sämtlich einen Forschungsfortschritt.
Skutsch war gemeinsam mit Paul Kretschmer Begründer der Zeitschrift Glotta, deren erster Band 1909 erschien. Er wurde international wahrgenommen und geschätzt und war Ehrenmitglied der Gesellschaft der Wissenschaften in Athen sowie seit 1910 korrespondierendes Mitglied der Bayerischen Akademie der Wissenschaften.

## Schriften (Auswahl)
- Plautinisches und Romanisches. Forschungen zur lateinischen Grammatik und Metrik. Band 1, B. G. Teubner, Leipzig 1892.
- Aus Vergils Frühzeit. B. G. Teubner, Leipzig 1901.
- Gallus und Vergil. B. G. Teubner, Leipzig 1906.
- Kleine Schriften. Herausgegeben von Wilhelm Kroll. B. G. Teubner, Leipzig 1914 (mit biografischer Würdigung und Schriftenverzeichnis).